# Cascadas de Wonotobo
Cascadas de Wonotobo (en neerlandés: Wonotobovallen; en inglés: Wonotobo Falls) consiste en una serie de cascadas y rápidos en el río Corentín, el río que forma una frontera natural entre los países suramericanos de Guyana y  Surinam.
Wonotobo es una barrera infranqueable, a unos 350 km aguas arriba de la boca del Corantín en Nueva Nickerie. Los rápidos son sólo accesibles por barco. Surgen a partir de cuatro estuarios que fluyen de forma permanente, llamados el inglés, el francés, la grúa azul y el holandés, y una serie de corrientes más pequeñas y menos permanentes. 

## Petroglifos
A una distancia de unos 200 metros de las cataratas, hay un asentamiento amerindio abandonado. En julio de 1959, Dirk Geijskes descubrió petroglifos y cerámica cerca del asentamiento. Se ha hallado un total de 33 petroglifos. Una datación por radiocarbono estableció una edad de unos 1900 antes del presente, siendo el complejo de petroglifos más antiguo en las Guayanas en ese momento. La mayoría de los petroglifos se encuentran en la cuenca del Corantín y brindan una visión importante del mundo ceremonial, mítico y religioso de estos pueblos indígenas anteriores al contacto.. Los petroglifos en Werehpai, descubiertos posteriormente, terminaron siendo significativamente más antiguos.

## Fauna
Las cataratas son célebres por ser el hábitat de Pseudoplatystoma, un género de varios pejegatos sudamericanos.